# Пировы-Городищи
Пировы-Городищи — село в Вязниковском районе Владимирской области России, входит в состав муниципального образования «Город Вязники».

## География
Село расположено на правом берегу Клязьмы в 3 км на восток от Вязников, с севера с селу примыкают остатки древнерусского городища Ярополча-Залесского.

## История
Первые сведения о церкви в этом селе находятся в патриарших окладных книгах 1656 года, где отмечена церковь Сергия Чудотворца в вотчине Троицкого Сергиева монастыря. По переписным книгам 1678 года в селе Пировы Городищи значились двор монастырский, 8 дворов детенышей монастырских, 13 дворов крестьянских и 2 бобыльских. В 1706 году в Пировых Городищах был построен и освящен теплый деревянный храм во имя Святого пророка Илии, а в 1711 году была построена вновь и церковь во имя преподобного Сергия. Село Пировы Городищи принадлежали Троице-Сергиеву монастырю до 1764 года. В 1806 году вместо этих двух деревянных церквей построен в Городищах каменный храм. Престолов в храме было три: главный — во имя преподобного Сергия Радонежского, в приделах теплых — во имя Святого пророка Илии и в честь Рождества Пресвятой Богородицы. В селе Пировы Городищи с 1889 года существовала церковно-приходская школа, учащихся в 1897 году было 29.
До революции село в составе Олтушевской волости Вязниковского уезда.
В годы Советской власти центральная усадьба колхоза «Родина». В селе проходили съёмки фильма «Из жизни Фёдора Кузькина».

## Население
| 1859 | 1905 | 1926 | 2002 | 2010 | 2021 |
| ---- | ---- | ---- | ---- | ---- | ---- |
| 284  | ↗296 | ↗320 | ↗815 | ↗870 | ↘785 |

## Инфраструктура
В селе имеются Пирово-Городищенская основная общеобразовательная школа (здание построено в 1989 году), детский сад, отделение почтовой связи.

## Достопримечательности
- Церковь Сергия Радонежского (1806)[9].
- Дом культуры
- Старый город Ярополча-Залесский разрушенный татаро-монголами в XIII
- веке.